# Voie large
 (octobre 2012).
Si vous disposez d'ouvrages ou d'articles de référence ou si vous connaissez des sites web de qualité traitant du thème abordé ici, merci de compléter l'article en donnant les références utiles à sa vérifiabilité et en les liant à la section « Notes et références ».

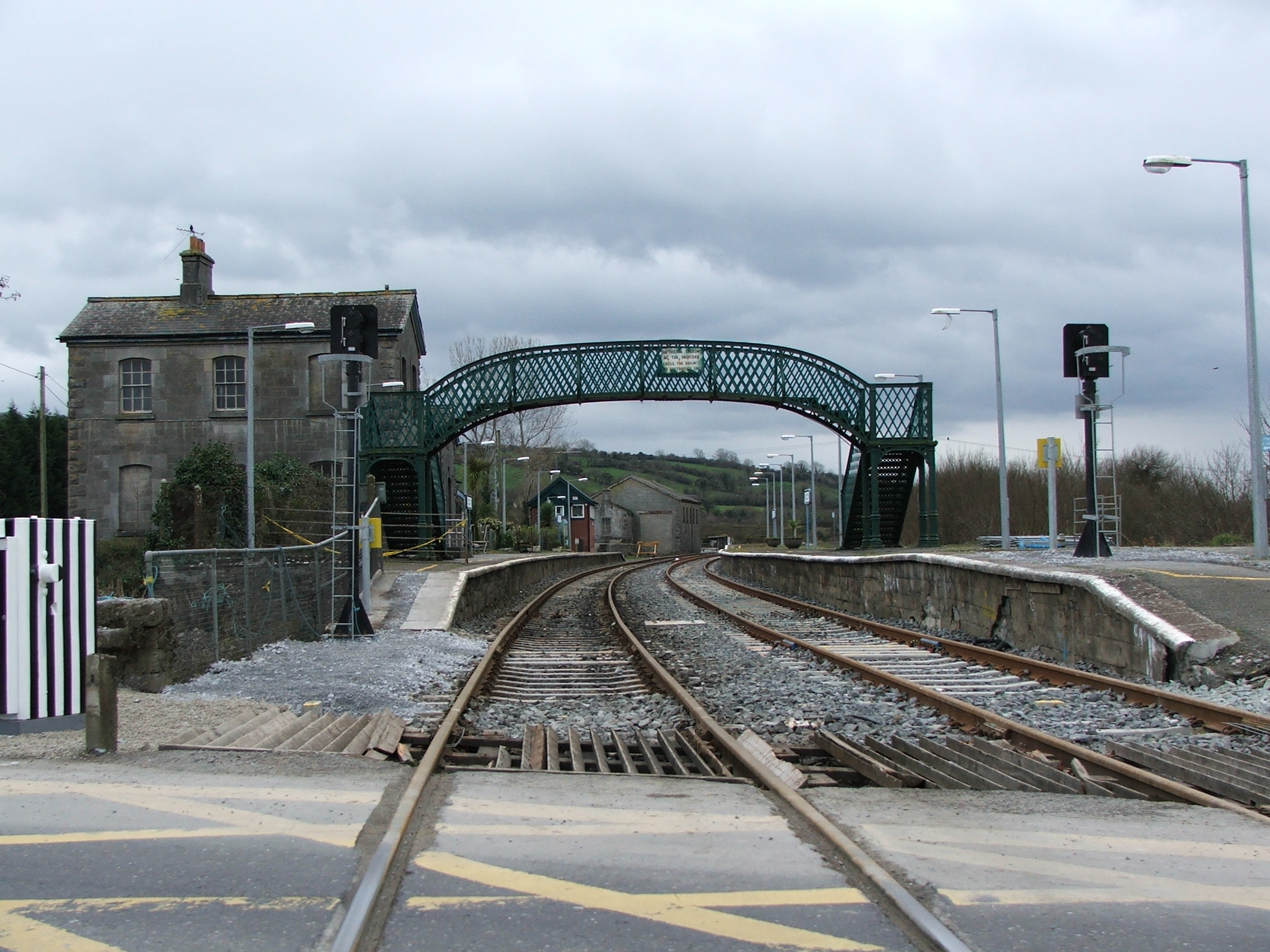
Voie large irlandaise.

Une voie large, dans le domaine du chemin de fer, se caractérise par un écartement des rails supérieur à celui de la voie normale de 1 435 mm (soit 4 pieds 8 ¹⁄₂ pouces).

## Origine
C'est en Grande-Bretagne que la voie large est née, à l'initiative de Brunel qui conçut en 1838 le Great Western Railway (GWR) avec une voie de 2 140 mm (7 ¹⁄₄ pieds), écartement qui resta en service jusqu'en 1892.
Par la suite, une décision du Parlement britannique imposa la généralisation de l'écartement standard pour des raisons de compatibilité, cette notion ayant primé celle de rentabilité. Les lignes à voie large furent progressivement converties au double écartement ou à l'écartement standard entre 1864 et 1892.

## La voie large dans le monde
De nombreux pays ont des réseaux à voie large :
- L'ensemble de l'île d'Irlande comprenant la république d'Irlande et l'Irlande du Nord (partie du Royaume-Uni), ainsi que certaines régions de l'Australie et du Brésil ont un écartement de 1 600 mm (5 pieds 3 pouces).
- La Russie, la Mongolie et les États issus de l'ex-URSS utilisent un écartement de 1 520 mm, qui était à l'origine de 5 pieds, soit 1 524 mm). Voir l'article écartement russe.
- La Finlande continue d'employer l'écartement de 1 520 mm (5 pieds) qu'elle a hérité de l'ancien Empire russe (les deux normes sont suffisamment proches pour permettre l'interopérabilité des trains entre la Finlande et la Russie).
- Les États baltes ont reçu de l'Union européenne des financements en vue de convertir leurs réseaux à l'écartement standard de l'UIC.
- L'Espagne (réseau national géré par l'Adif) et le Portugal utilisent un écartement de 1 668 mm (5 pieds 5 ¹⁄₂ pouces). Hormis l'AVE qui circule déjà sur des nouvelles lignes à écartement standard, la conversion des voies déjà existantes à celui-ci est en cours sur certains axes espagnols, grâce notamment à l'installation de voies à double écartement.
- En Inde, l'écartement de 1 676 mm (5 pieds 6 pouces) est le plus répandu et les lignes disposant d'autres écartement sont progressivement converties à ce standard. Cet écartement est aussi employé par le réseau du BART à San Francisco (Californie).
- À Toronto (Canada), le réseau de métro et tramway TTC utilise l'écartement unique de 1 495 mm (4 pieds 10 ⁷⁄₈ pouces). Cet écartement particulier fut conçu à l'origine pour permettre la circulation de véhicules hippomobiles dont les roues pouvaient ainsi passer entre les rails.

La plupart des systèmes à voie large non standard ont pris le chemin de l'interopérabilité entre réseaux ferroviaires.
Dans le cas du Great Western Railway, l'écartement de 2 140 mm était censé permettre de réaliser une plus grande vitesse, mais les problèmes de conception des locomotives dans les premières années (ce qui leur faisait perdre beaucoup de leurs avantages théoriques), et les progrès techniques rapides en matière de voie et de suspension permirent en une ou deux décennies d'approcher les mêmes vitesses avec l'écartement standard.
Avec les écartements de 5 pieds 3 pouces (1 600 mm) et 5 pieds 6 pouces (1 676 mm), la largeur supplémentaire permettait d'installer des cylindres intérieurs plus grands et donc d'obtenir une puissance supérieure, mais ce gain était aussi devenu possible avec l'écartement standard grâce aux cylindres extérieurs et une plus forte pression de vapeur. Dans le cas du BART de San Francisco, la voie large aurait été choisie pour une meilleure tenue au vent du matériel roulant relativement léger.

## Le problème des ruptures d'écartement
À la jonction de réseau d'écartements différents, comme à la frontière franco-espagnole ou à la frontière sino-russe, la solution initiale était le transbordement des voyageurs et des marchandises entre véhicules adaptés à chacun des réseaux. Les inconvénients sont multiples : perte de temps et de confort, coûts supplémentaires, risques de dommages pour les marchandises… De nombreuses solutions techniques ont été imaginées pour réduire cette rupture de charge. Parmi celles qui ont été mises en application, il y a :
- l'emploi de véhicules (wagons ou voitures à voyageurs) à essieux ou bogies interchangeables, ce qui nécessite l'arrêt des trains sur des chantiers spéciaux et le changement de locomotive ;
- l'emploi de véhicules dotés d'essieux à écartement variable, qui sont conçus pour permettre le déblocage des roues, leur déplacement transversal et leur reblocage sans arrêt, le train défilant à vitesse réduite sur une portion de voie spécialement équipée. La société espagnole Talgo a été un précurseur dans ce domaine.

Ces solutions qui prennent quelques minutes sont nettement plus efficaces que le transbordement.
Dans certains cas particuliers, une autre solution consiste à recourir à une voie à double écartement, comportant selon le cas trois ou quatre files de rails, soit de manière permanente (par exemple dans les gares interfaces entre deux réseaux à écartement différents), soit temporairement lorsqu'un changement d'écartement a été programmé.

## Écartements supérieurs
Certaines applications de voies ferrées nécessitent des écartements encore plus larges, notamment :
- les télescopes ;
- le déplacement de fusées sur les pas de tir ;
- le lancement de bateaux dans les chantiers navals.

Ces applications utilisent parfois une double voie à l'écartement usuel du pays pour assurer la stabilité requise et la répartition des charges de masses importantes.

## Cas particuliers
- Écartement Ohio - 4 pieds 10 pouces, utilisé dans l'État de l'Ohio (États-Unis) ;
- Écartement russe - 5 pieds.
- Écartement Provincial - 5 pieds 6 pouces, utilisé en Ontario (Canada) pour empêcher une éventuelle invasion par des forces venant des États-Unis.
- Écartement Béring - 6 pieds.
- Écartement Breitspurbahn (en Allemand : "Chemin de fer à écartement large") - 3 000 mm (9 pieds 10,11 pouces). Envisagé sous le régime nazi, est resté à l'état de projet. Il devait être mis en œuvre après la Seconde Guerre mondiale, dans le cas où le Troisième Reich en sortirait victorieux.